# 5年生存率
5年生存率（5ねんせいぞんりつ）とは、ある疾患の予後を測るための医学的な指標である。
主として癌について用いられ、診断から5年経過後に生存している患者の比率を示す。治療効果判定のために使われることが多い。あくまでも集団としての患者群を対象とした指標であり、個々の患者の余命として単純に流用することはできない。また、疾患や研究によっては「1年生存率」、あるいは「10年生存率」といった任意の判定期間による統計も存在する。
多くの癌では、治療時に発見されなかった微小な転移巣は概ね5年以内に検出可能な大きさとなりそれ以降はほぼ再発しないことから、治療による癌消失から5年経過後までに再発・転移がない場合を「治癒」と見做す。
最も5年生存率の低い癌として膵癌が知られている。膵癌では、初期症状が腹痛や体重減少などで早期発見が他の癌と比べ困難である。
なお、がんの終生再発率とは直接の関係にはない。あくまで診断後の治療による寛解をみて、その寛解が患者にもたらした余命延長効果を、特定年数後の時点で計測した数値に過ぎない。